# Верховское (озеро, Мурманская область)
Верховское — пресноводное озеро на территории городского поселения Зеленоборского Кандалакшского района Мурманской области.

## Общие сведения
Площадь озера — 9,5 км², площадь водосборного бассейна — 26100 км². Располагается на высоте 7,7 метров над уровнем моря.
Форма озера лопастная, продолговатая: оно почти на восемь километров вытянуто с северо-запада на юго-восток. Берега изрезанные, каменисто-песчаные, местами заболоченные.
Через озеро течёт река Ковда, впадающая в Белое море.
В озере расположено более трёх десятков безымянных островов различной площади, рассредоточенных по всей площади водоёма.
К северу от озера располагается село Ковда.
Код объекта в государственном водном реестре — 02020000611102000001914.